# Église Saint-Rémi-et-Sainte-Radegonde d’Émancé
L'église Saint-Rémi-et-Sainte-Radegonde est une église située à Émancé, dans les Yvelines, France.

## Description
L'église s'élève au centre d'Émancé, une commune rurale du sud-ouest des Yvelines, à la limite avec l'Eure-et-Loir.

## Historique
La date de construction de l'église n'est pas connue, mais elle a peut-être été reconstruite au XVIe siècle, puis remaniée au XIXe siècle,.
Elle reçoit le label « Patrimoine d'intérêt régional » en novembre 2021.

## Patrimoine mobilier
L'église comporte de nombreux éléments mobiliers protégés au titre des monuments historiques :
- Deux demi-reliefs[3]
- Lambris de revêtement (XVIIIe siècle)[4],[5]
- Retable (XVIIIe siècle)[6]
- Statues :
  - Deux saints évêques (XVIIIe siècle)[7]
  - Sainte (statuette d'applique, XVe siècle)[8]
  - Vierge à l'Enfant (XVIIe siècle)[9]
- Tabernacle (XVIIe siècle)[10]
- Tableau : La Dernière Communion de saint Onuphre (1875)[11]
- Verrières (1880-1889)[12],[13] : cinq vitraux réalisés par les ateliers Lorin de Chartres ; la verrière axiale représente l'Immaculée Conception, d'après le tableau de Murillo.